# Grande ourse (comics)
Pour les articles homonymes, voir Ursa Major.
Mikhail Ursus, alias la Grande ourse (« Ursa Major » en VO) est un super-héros évoluant dans l'univers Marvel de la maison d'édition Marvel Comics. Créé par le scénariste Bill Mantlo et le dessinateur Sal Buscema, le personnage de fiction apparaît pour la première fois dans le comic book Incredible Hulk #258 en avril 1981.
Ancien membre des Super-soldats soviétiques, le personnage est actuellement membre de la Winter Guard.

## Biographie du personnage

### Origines
Né dans la deuxième moitié du XXe siècle, Mikhail Ursus est un des premiers mutants connus de l'Union soviétique. À l'époque, la politique du gouvernement est l'euthanasie des mutants dès que leurs pouvoirs se manifestent. Abandonné dans les montagnes de l'Oural par sa famille, l'enfant survit en employant son pouvoir de métamorphose en ours, pour vivre avec les ours bruns de la région.

### Parcours
Grâce aux efforts du scientifique russe, le professeur Piotr Phobos, Mikhail Ursus devient l'une des premières recrues à rejoindre une école spécialisée pour mutants. Mais, secrètement, Phobos se sert d'une machine de son invention pour siphonner le pouvoir de ses élèves, ce qui les tue parfois, Phobos prétextant des accidents lors d'entraînements. Quand le second Gardien Rouge découvre ses projets, Phobos disparaît de la circulation mais continue à siphonner l'énergie mutante de Darkstar et Vanguard à l'aide d'appareils portables.
Après quelques années, Ursus, Darkstar et Vanguard forment l'équipe des Super-soldats soviétiques. Ursus devient alors la « Grande ourse » (« Ursa Major » en VO).
Leur première mission est d'enquêter dans une zone radioactive près de Khystym. Ils découvrent dans la zone interdite que leur ancien mentor, le professeur Phobos, menace de contaminer toute la Russie. Aidé par Hulk, ils stoppent son plan et le livrent aux autorités soviétiques.
La Grande ourse fait désormais partie de la Winterguard,.
Il est un des mutants qui ont gardé leurs pouvoirs après la Décimation.

## Pouvoirs et capacités
Mikhail Ursus est un mutant qui peut se transformer à volonté en un gigantesque ours,. Sous cette forme, il est capable de soulever 15 tonnes et possède un odorat développé. Il conserve son intelligence et la faculté de parler.
Grâce à son entraînement militaire, Mikhail Ursus est capable de se battre à mains nues, utiliser des armes à feu et des armes blanches.

## Versions alternatives
- En 2008, la Grande ourse est présent dans la réalité alternative House of M où Mikhail Ursus est un des membres des Super-soldats soviétiques[5].
- La même année, une version alternative du personnage apparaît dans la série Marvel Zombies[6].

## Adaptations à d'autres médias
Dans la série télévisée Avengers Assemble (épisode « Secret Avengers »), la Grande ourse est un membre de la Winter Guard.

## Produit dérivé
Le personnage de la Grande ourse a été adapté en figurine de la marque HeroClix.